# ماركوس برول
ماركوس برول (بالألمانية: Markus Pröll)‏ (مواليد 28 أغسطس 1979 في رينباخ - ألمانيا الغربية) لاعب كرة قدم ألماني يلعب حاليا لصالح نادي الدرجة الأولى آينتراخت فرانكفورت الألماني منذ 2003 في مركز حارس مرمى .

## روابط خارجية
- ماركوس برول على موقع قاعدة بيانات كرة القدم.إي يو (الإنجليزية)
- ماركوس برول على موقع بيانات كرة القدم. دي إي (الألمانية)
- ماركوس برول على موقع عالم كرة القدم.نت (الإنجليزية)